# ایموگن کوگه
ایموگن کوگه (آلمانی: Imogen Kogge؛ زادهٔ ۸ فوریهٔ ۱۹۵۷) بازیگر اهل آلمان است.
از فیلم‌ها یا برنامه‌های تلویزیونی که وی در آن نقش داشته‌است، می‌توان به تماس با پلیس ۱۱۰، پابرهنه، مرثیه، ققنوس و تنها در برلین اشاره کرد.
وی همچنین برندهٔ جوایزی همچون جایزه فیلم آلمان شده‌است.